# Kyoga Nakamura
Kyoga Nakamura (仲村 京雅 Nakamura Kyoga?, nacido el 25 de abril de 1996 en Chiba) es un futbolista japonés, naturalizado singapurense, que se desempeña como centrocampista.
Durante los inicios de su carrera formó parte de las selecciones juveniles del Japón, sin embargo, en 2024 consiguió la nacionalidad singapurense y fue convocado por el combinado nacional de la ciudad-estado.

## Trayectoria

### Clubes
| Club                        | País     | Año         |
| --------------------------- | -------- | ----------- |
| JEF United Chiba            | Japón    | 2015 - 2016 |
| YSCC Yokohama               | Japón    | 2015        |
| FC Ryukyu                   | Japón    | 2016        |
| YSCC Yokohama               | Japón    | 2017 - 2018 |
| Albirex Niigata Singapur FC | Singapur | 2019        |
| Tampines Rovers FC          | Singapur | 2020-Act.   |

## Estadística de carrera

### J. League
| Club             | Año   | J. League | J. League | Copa J. League | Copa J. League | Total | Total |
| Club             | Año   | Part.     | Goles     | Part.          | Goles          | Part. | Goles |
| ---------------- | ----- | --------- | --------- | -------------- | -------------- | ----- | ----- |
| JEF United Chiba | 2015  | 0         | 0         | -              | -              | 0     | 0     |
| YSCC Yokohama    | 2015  | 14        | 0         | -              | -              | 14    | 0     |
| JEF United Chiba | 2016  | 0         | 0         | -              | -              | 0     | 0     |
| FC Ryukyu        | 2016  | 3         | 0         | -              | -              | 3     | 0     |
| YSCC Yokohama    | 2017  | 22        | 1         | -              | -              | 22    | 1     |
| YSCC Yokohama    | 2018  | 4         | 0         | -              | -              | 4     | 0     |
| Total            | Total | 43        | 1         | 0              | 0              | 43    | 1     |

### S. League
| Club                     | Año     | S. League | S. League | Copa de Singapur | Copa de Singapur | Copa de Liga | Copa de Liga | Copa AFC | Copa AFC | Total | Total |
| Club                     | Año     | Part.     | Goles     | Part.            | Goles            | Part.        | Goles        | Part.    | Goles    | Part. | Goles |
| ------------------------ | ------- | --------- | --------- | ---------------- | ---------------- | ------------ | ------------ | -------- | -------- | ----- | ----- |
| Albirex Niigata Singapur | 2019    | 23        | 7         | 3                | 0                | –            | –            | –        | –        | 26    | 7     |
| Tampines Rovers          | 2020    | 14        | 0         | –                | –                | –            | –            | 3        | 0        | 17    | 0     |
| Tampines Rovers          | 2021    | 21        | 3         | –                | –                | –            | –            | 6        | 0        | 27    | 3     |
| Tampines Rovers          | 2022    | 28        | 5         | 6                | 2                | –            | –            | 2        | 0        | 36    | 7     |
| Tampines Rovers          | 2023    | 23        | 3         | 7                | 0                | –            | –            | 1        | 0        | 31    | 3     |
| Tampines Rovers          | 2024-25 | 24        | 2         | 2                | 0                | –            | –            | 6        | 0        | 32    | 2     |
| Total                    | Total   | 133       | 20        | 18               | 2                | 0            | 0            | 18       | 0        | 169   | 22    |